# Bienertia
Bienertia es un género de plantas fanerógamas con tres especies pertenecientes a la familia Amaranthaceae.

## Descripción
Son hierbas ramificadas anuales y carnosas con hojas planas para cilíndricas alternas, algo leñosas en la base. Flores hermafroditas o pistiladas, con brácteas escariosas. Las frutas, con semillas horizontales  de testa dura, negra, brillante que se producen durante el otoño.

## Taxonomía
El género fue descrito por Alexander von Bunge  y publicado en Flora Orientalis 4: 945. 1879. La especie tipo es: Bienertia cycloptera

## Especies
| - Bienertia cycloptera - Bienertia kossinskyi - Bienertia sinuspersici |